# Monaster Opieki Matki Bożej w Bussy-en-Othe
Monaster Opieki Matki Bożej – żeński prawosławny klasztor w Bussy-en-Othe, założony w 1946 przez cztery zakonnice zbiegłe wcześniej z ogarniętej wojną domową Rosji. Funkcjonował w jurysdykcji Zachodnioeuropejskiego Egzarchatu Parafii Rosyjskich, podlegającego Patriarchatowi Konstantynopolitańskiemu, po jego likwidacji w 2018 r. uznał zwierzchnictwo Greckiej Metropolii Francji, również podlegającej Konstantynopolowi.
Jest to jeden z najważniejszych ośrodków prawosławnego życia monastycznego we Francji i najważniejsza taka instytucja w swojej jurysdykcji. Równocześnie monaster w Bussy jest pierwszym całkowicie samodzielnym monasterem prawosławnym na terytorium Francji (przed nim powstały jedynie skity).

## Historia

### Początki
W 1940 mniszka Eudokia (Mieszczeriakowa) założyła razem z siostrami Blandyną (Oboleńską) i Teodozją (Sołomianską) skit Kazańskiej Ikony Matki Bożej w Moisenay-le-Grand. Opiekunem duchowym wspólnoty był archimandryta Eutymiusz (Wendt). Początkowo zakonnice żyły w jednym budynku z cerkwią urządzoną w piwnicy, następnie wzniosły świątynię wolno stojącą. Do grupy trzech sióstr dołączyły następnie grecka mniszka Glafira (Kiriadi) oraz Rosjanka Taisa (Karcowa). Klasztor uznawał jurysdykcję Zachodnioeuropejskiego Egzarchatu Parafii Rosyjskich („eulogiańską”). W latach II wojny światowej mniszki utrzymywały się z pracy na roli, jak również opiekowały się ubogimi i chorymi, ratowały osoby wprost zagrożone represjami w czasie niemieckiej okupacji Francji. Celem przełożonej skitu mniszki Eudokii był rozwój wspólnoty w kierunku powstania monasteru pozbawionego fanatyzmu i wąskiego pojmowania religii, w tym uprzedzeń narodowościowych, dostosowanego do realiów współczesności.
W 1946 mniszki przeniosły się do darowanego im majątku Wiśniowy Sad w Bussy-en-Othe. Posiadłość ta należała uprzednio do rosyjskiego adwokata i profesora nauk prawnych Wasilija Jeljaszewicza i była znanym ośrodkiem życia intelektualnego rosyjskiej białej emigracji. Tym samym erygowany został pierwszy we Francji całkowicie samodzielny prawosławny klasztor. Monasterską cerkiew wzniósł w 1948 inżynier I. Znaczkowski, a wyświęcił metropolita zachodnioeuropejski Włodzimierz. Wyposażenie dla świątyni wykonał W. Oboleński (ikonostas) oraz M. Struwe-Jelczaninowa i mniszka Joanna (Rejtlinger) (ikony). W 1953 mniszka Hilaria (Biernacka) wzniosła na terenie monasteru kaplicę św. Serafina z Sarowa. W 1950 liczba mniszek wzrosła do dziesięciu, następnie do dwunastu.

### Działalność monasteru
Od 1969 monaster w Bussy-en-Othe prowadził własną drukarnię i zajmował się przekładami tekstów liturgicznych z języka cerkiewnosłowiańskiego i greckiego na Język angielski. Powstałe w klasztorze przekłady nadal są w użyciu w wielu anglojęzycznych parafiach prawosławnych. Począwszy od 1977 mniszki kierowały część wydawanej literatury religijnej do ZSRR. Monasterska drukarnia wznowiła żywoty świętych autorstwa mniszki Taisy. Również od lat 70. w Bussy-en-Othe osiedlały się rosyjskie rodziny, których po kilku dziesięcioleciach jest w miejscowości 22.
Monaster w Bussy-en-Othe stał się najważniejszym ośrodkiem prawosławnego życia zakonnego w swojej jurysdykcji oraz jednym z centrów duchowych prawosławia we Francji. Obecnie (początek XXI w.) wśród przybywających do wspólnoty pielgrzymów przeważają prawosławni Francuzi (konwertyci lub ich potomkowie). Jego znaczenie dla żeńskiego monastycyzmu prawosławnego we Francji porównywane jest z pozycją monasterem w Chavincourt-Provemont (dawniej jurysdykcja Rosyjskiego Kościoła Prawosławnego poza granicami Rosji, obecnie niekanonicznego Rosyjskiego Kościoła Prawdziwie Prawosławnego), który jednak znacznie różni się od wspólnoty w Bussy-en-Othe, zwłaszcza odmiennym stosunkiem do ekumenizmu i innych niż prawosławie wyznań chrześcijańskich.
Eudokia (Mieszczeriakowa) pozostawała przełożoną monasteru do śmierci w 1992. Następnie zastąpiła ją Teodozja (Sołomianska). Nawiązała ona bliższe relacje z odtwarzaną w Rosji wspólnotą diwiejewską. W 2001 monaster w Bussy-en-Othe otrzymał z Diwiejewa relikwie szczególnie czczonych w nim świętych mniszek Aleksandry, Heleny i Marty.
O znaczeniu klasztoru jako ośrodka duchowego świadczy fakt tworzenia nowych monasterów przez kobiety, które rozpoczynały w nim życie zakonne. Blandyna (Oboleńska) współuczestniczyła w zakładaniu etnicznie arabskiego monasteru w Libanie. Mniszka Paraskiewa była następnie przełożoną monasteru Wniebowstąpienia Pańskiego na Górze Oliwnej. W klasztorze w 1967 wieczyste śluby mnisze z imieniem Aleksandra złożyła rumuńska księżniczka Ileana Hohenzollern-Sigmaringen, która następnie utworzyła nowy monaster, tradycji rumuńskiej, w Stanach Zjednoczonych. W Bussy-en-Othe życia monastyczne rozpoczynały również dwie mniszki z Polski, Anastazja (Charkiewicz) i Atanazja (Dziemiach), twórczynie monasteru Narodzenia Przenajświętszej Bogurodzicy w Zwierkach.
W 1996 liczba mniszek w monasterze wynosiła 23: były to przede wszystkim Rosjanki z rodzin emigrantów, ale również Francuzki, Hiszpanki, Angielki, Polka, Japonka, Węgierka i Rumunka. W liturgii w monasterze dominuje język cerkiewnosłowiański, pomocniczą funkcję pełnią francuski, angielski i inne.
W latach 2001–2003 na terenie monasteru wzniesiona została nowa cerkiew Przemienienia Pańskiego, zbudowana w stylu neobizantyńskim na planie krzyża greckiego. Od 2004 prowadzone są prace nad wykonaniem w jej wnętrzu fresków, w świątyni znajduje się dwurzędowy ikonostas.
Od 2004 monaster w Bussy-en-Othe jest ośrodkiem kultu św. Aleksego z Ugine, rosyjskiego duchownego prawosławnego, wieloletniego proboszcza cerkwi w Ugine, szczególnie czczonego przez prawosławnych we Francji. W wymienionym roku jego relikwie zostały przeniesione do monasteru z grobu na cmentarzu prawosławnym w Sainte-Geneviève-des-Bois.
Po decyzji Patriarchatu Konstantynopolitańskiego z 27 listopada 2018 r. w sprawie likwidacji Zachodnioeuropejskiego Egzarchatu Parafii Rosyjskich, monaster Opieki Matki Bożej od razu dołączył do Greckiej Metropolii Francji, tak jak oczekiwał tego synod Patriarchatu Konstantynopolitańskiego. Wspomnienie arcybiskupa Jana zostało zastąpione upamiętnieniem metropolity galijskiego Emanuela.

## Przełożone monasteru
- Eudokia (Mieszczeriakowa) (1948–1977)[6]
- Teodozja (Sołomianska) (1977–1992)[7]
- Olga (Slozkina) (1992–2013)[8]
- Emiliana (Shewell) (od 2014)

## Architektura
Kompleks monasteru w Bussy en Othe składa się z budynku mieszkalnego dla sióstr, budynku przeznaczonego dla pielgrzymów z refektarzem oraz klasztornej cerkwi Przemienienia Pańskiego wybudowanej na początku XXI wieku. Łączy ona styl romański i bizantyjski, wieńczy ją pojedyncza kopuła ze złoconym krzyżem. Do cerkwi prowadzą trzy wejścia przez półkoliste drzwi bez portali, ponad nimi znajdują się skromne płaskorzeźby z motywami półkolistych łuków. Podobny kształt mają cztery okna poniżej kopuły.